# Juan Carlos Ocampo
Juan Carlos Ocampo (Dipartimento di Soriano, 22 di febbraio 1955) è un ex calciatore uruguaiano, di ruolo attaccante.

## Carriera

### Club
Ha giocato nella massima serie del campionato uruguaiano con Danubio, Nacional (campione uruguaiano 1977) e Defensor e nella seconda serie del campionato spagnolo con il Recreativo Huelva.

### Nazionale
Dal 1975 al 1979 ha giocato 10 partite con nazionale uruguaiana, prendendo parte alla Copa América 1975.

## Palmarès

### Club

#### Competizioni nazionali
- Campionato uruguaiano: 1

Nacional: 1977